# SimCity Creator
SimCity Creator es un videojuego en la serie de videojuegos Sim por Electronic Arts.  Fue lanzado para la Wii en septiembre de 2008.

## Resumen
SimCity Creator sigue a la fórmula de los antiguos SimCity que permite a los jugadores la gestión de una ciudad y la colocación residencial, comercial, y las zonas industriales de los edificios, además de instalaciones tales como estaciones de policía, hospitales, puertos marítimos, y los estadios. Sin embargo, los jugadores también podrán personalizar el aspecto de sus edificios eligiendo entre varios edificios de temas héroe que da a los temas de la ciudad, como egipcios, romanos, japoneses, europeos,  Las Vegas, y , cerca de los estilos de futuro, además de los que resultan en un cristal o los artículos de la apariencia de los edificios. Los jugadores también se podrá recorrer su ciudad, dictada en  Gráficos 3D, en un helicóptero o avión.
Tomando ventaja de la Wii, la función de puntero del Control Remoto del Wii se utiliza para elaborar directamente las carreteras y las vías del tren en el mapa. Las ciudades también pueden ser compartidos entre los jugadores a través de WiiConnect24. Los asesores del juego se han rediseñado para parecerse a los sims de MySims.  
Similar a SimCity 4 , SimCity Creator cuenta con un ciclo de día y de noche, así como un ciclo estacional visto por última vez en el  Versión para SNES de SimCity .Los jugadores pueden hacer frente a los desastres, incluyendo dinosaurios , los robots gigantes, tornados, y los impactos de meteoritos.

### Zonas
En SimCity Creator,las áreas se dividen según el tipo de desarrollo y la densidad. También hay una zona de vertedero de basura que permite que se almacene allí la basura. Cada zona es un código de color: 
- Residencial (amarillo): Vivienda de los Sims, edificios, casas y torres de apartamentos.

Afecta a la población.
- Comercial (violeta): Dónde se encuentran las tiendas y edificios de oficinas.

Se puede instalar cerca de edificios residenciales, ya que los edificios comerciales pueden ser ser oficinas, supermercados, restaurantes, o incluso los malls.
- Industrial (rojo): Contiene las fábricas y almacenes.

Los sims pueden trabajar aquí, pero baja el valor del suelo, aumenta el vandalismo, la contaminación y los riesgos de incendio.

### Transporte
Las zonas deben ser conectados por líneas de transporte. Algunos de los tipos de opciones de transporte para una ciudad son las carreteras y autopistas. 
Las carreteras y calles son las líneas básicas de transporte que los automóviles, autobuses y camiones. Pueden ser curvas o rectas. 
Gran congestión puede causar la contaminación. 
En las Carreteras de 4 carriles los autos viajan rápido, en las autopistas se va mucho más rápido sin embargo la necesidad de rampas de acceso caras, no son viables. 
No se puede construir calles sobre los ríos, y la construcción de una carretera o ferrocarril sobre un río crea automáticamente un puente. 
Los ferrocarriles requieren estaciones de tren para la subida y bajada de pasajeros en diferentes partes. 
Subways son los ferrocarriles subterráneos de manera que no requiere derribar edificios para ser construidos, lo que la hace una elección más sensata para Ciudades densa. Son más costosos de construir que los ferrocarriles ordinarios sin embargo lo que es más razonable no usarlos para vincular partes de la ciudad que están muy lejos unos de otros y no tienen los edificios entre ellos. Las estaciones de metro son más pequeños que las estaciones de tren que ocupa un cuadrado de 1x1 en vez de un 3x3 para las estaciones de regular. 
Las estaciones de metro son también más fáciles de vincular a los rieles de las estaciones de tren ordinario. 
Los puertos marítimos son donde los barcos de desembarcan o cargan mercancías. Los puertos marítimos aumentan de la demanda industrial. 
Los aeropuertos son donde los aviones aterrizan o se elevan con mercancías o pasajeros. 
Si un aeropuerto se construye podrás ver aviones, helicópteros, dirigibles y globos volando por encima de su ciudad, especialmente cerca del aeropuerto. Los aeropuertos también aumentan la demanda comercial y desbloquea varias misiones de vuelo. 

## Desarrollo
El juego fue anunciado por primera vez el 12 de febrero de 2008 por el presidente de la compañía Nancy Smith, junto con otros próximos títulos de EA como SimAnimals ,MySims Kingdom , y la MySims Party .

## Recepción
El juego recibió críticas mixtas, con un rango de 67 sobre 100, basado en 17 comentarios. IGN le dio al juego una puntuación global de 5,9 o "mediocre".